# Saint-Aubin-des-Landes
Saint-Aubin-des-Landes is een gemeente in het Franse departement Ille-et-Vilaine (regio Bretagne). De plaats maakt deel uit van het arrondissement Fougères-Vitré. Saint-Aubin-des-Landes telde op 1 januari 2022 923 inwoners.

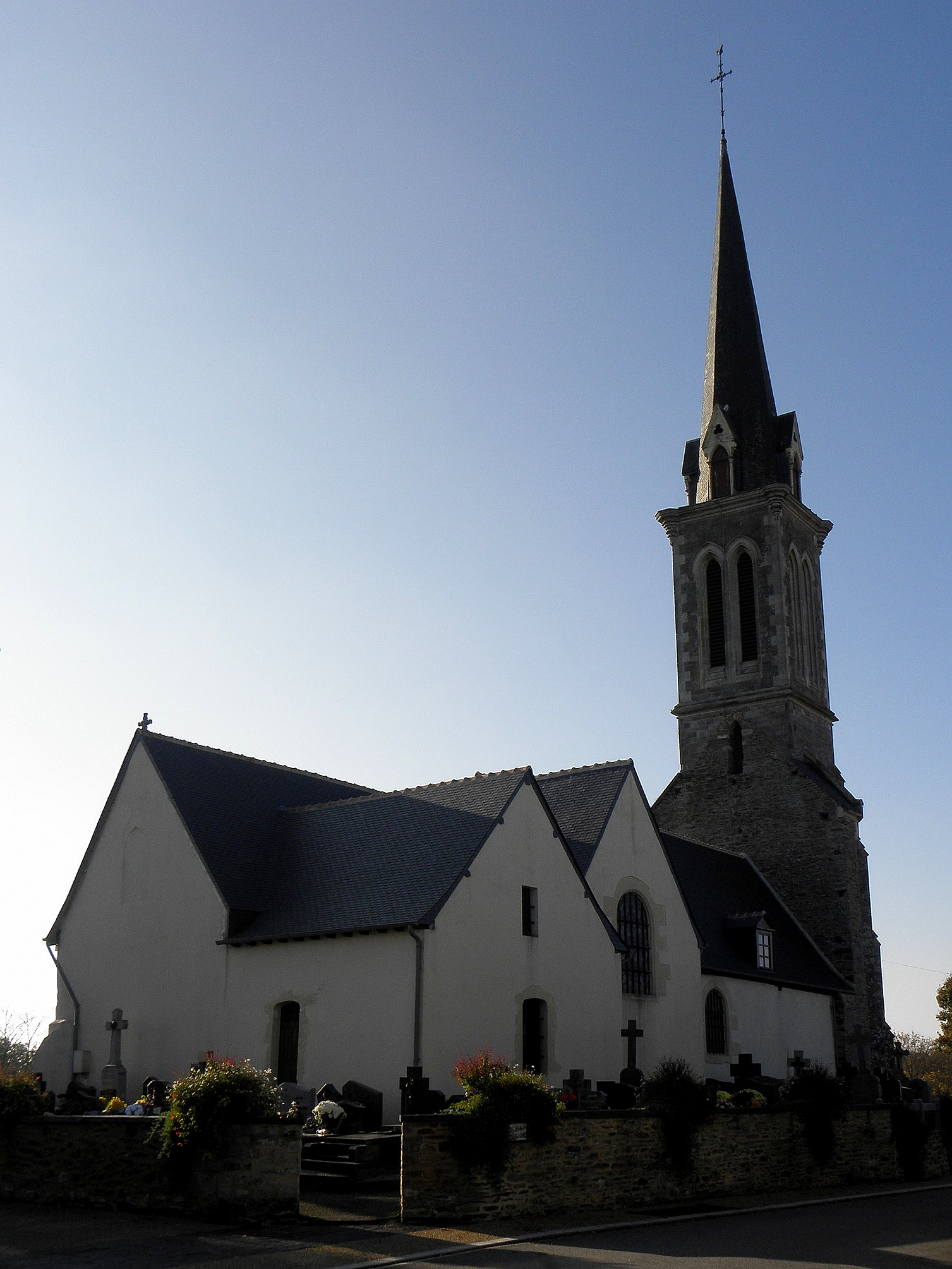
Kerk van Saint-Aubin-des-Landes
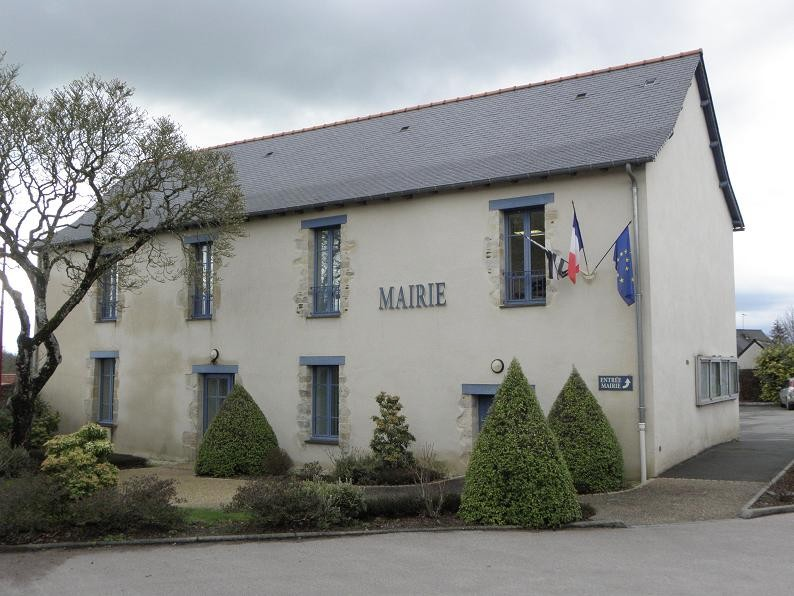
Gemeentehuis

## Geografie
De oppervlakte van Saint-Aubin-des-Landes bedroeg op 1 januari 2022 10,28 vierkante kilometer; de bevolkingsdichtheid was toen 89,8 inwoners per km².

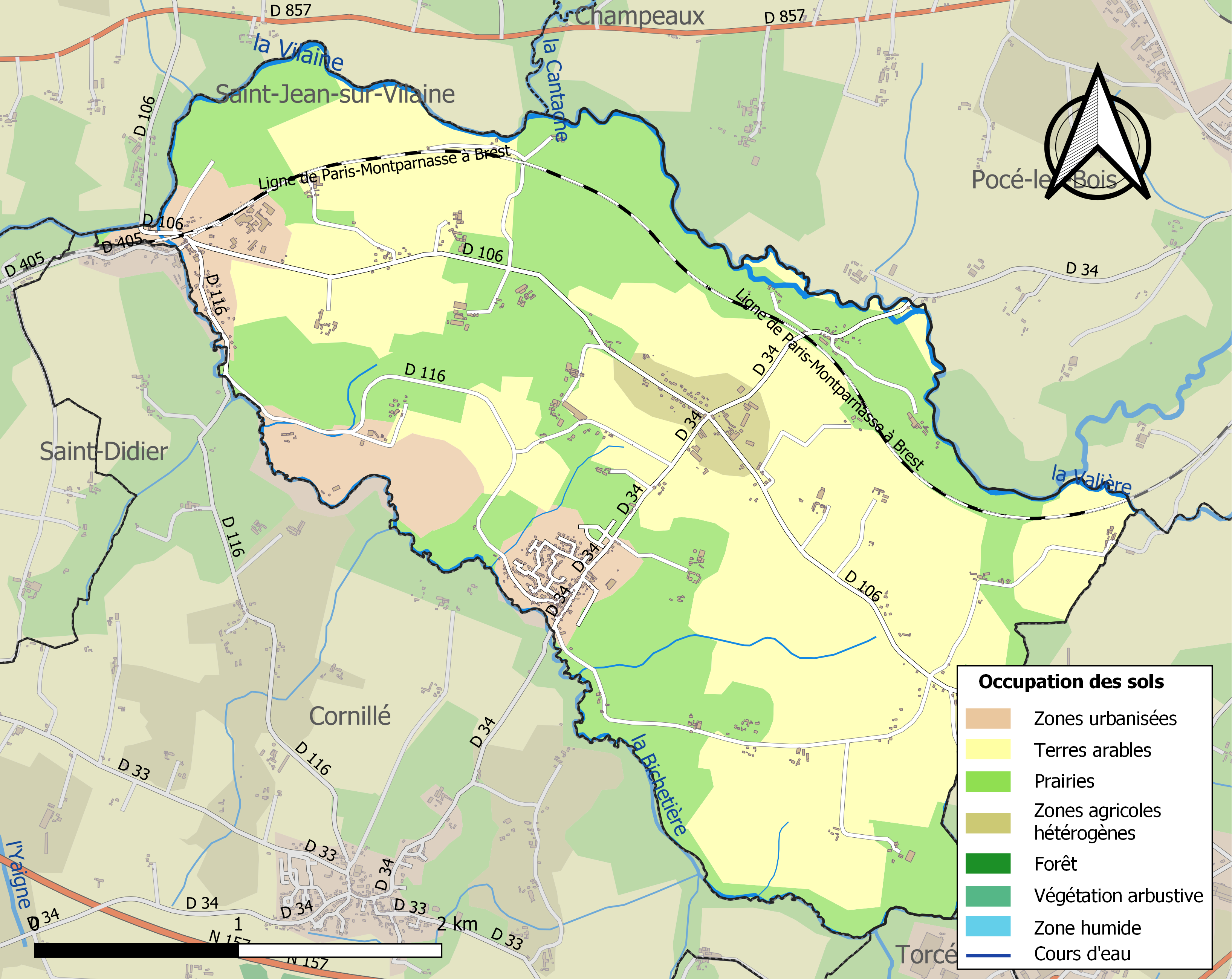
Kaart van de gemeente met belangrijkste infrastructuur, bodemgebruik en omliggende gemeenten

## Verkeer
In de gemeente ligt de spoorweghalte Les Lacs.

## Demografie
Onderstaande figuur toont het verloop van het inwonertal (bron: INSEE-tellingen).